# Kyushu Railway Company
Kyushu Railway Company (九州旅客鉄道株式会社, Kyūshū Ryokaku Tetsudō Kabushiki-gaisha), die ook bekend is als JR Kyūshū (JR九州, Jeiāru Kyūshū), is een van de zeven onderdelen van de JR-groep. De maatschappij baat de spoorlijnen uit op het eiland Kyūshū. De maatschappij is eveneens verantwoordelijk voor de veerbootdiensten in de Straat van Tsushima tussen de steden Fukuoka en Busan, Zuid-Korea.

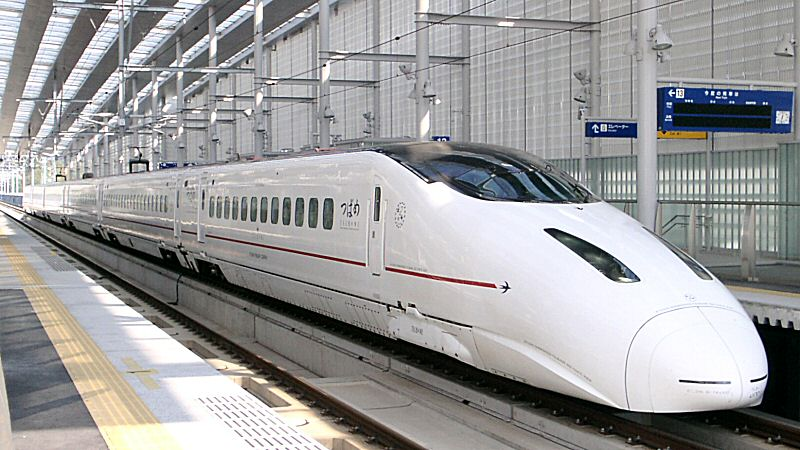
Kyūshū Shinkansen "Tsubame"

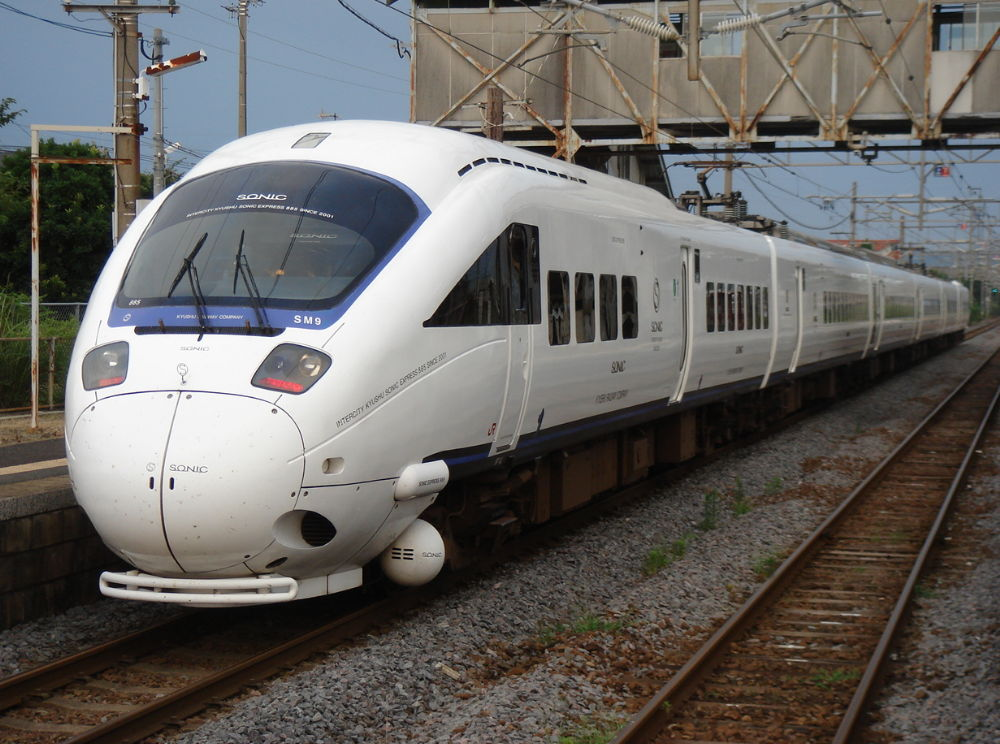
885 series White Sonic limited express EMU

Het hoofdkantoor van JR Kyushu bevindt zich in Fukuoka.
JR Kyushu startte op 1 maart 2009 met SUGOCA, een betaalsysteem dat werkt met een smartcard.

## Lijnen

### Shinkansen-lijn
- Kyūshū Shinkansen (Kagoshima Route, 鹿児島ルート)

### Hoofdlijnen
- Kagoshima-lijn
- Nagasaki-lijn
- Kyūdai-lijn: ook bekend onder de naam, Yufu Kōgen-lijn
- Hōhi-lijn: ook bekend onder de naam, Aso Kōgen-lijn
- Nippō-lijn
- Chikuhō-lijn: onderverdeeld in 3 secties, Haruda-lijn, Fukuhoku Yutaka-lijn en Wakamatsu-lijn.

### Andere lijnen
- Chikuhi-lijn
- Fukuhoku Yutaka-lijn: De naam voor een route die gevormd wordt door secties van de Kagoshima-lijn, de Chikuhō-lijn en de Sasaguri-lijn.
- Gotōji-lijn
- Hisatsu-lijn
- Hitahikosan-lijn
- Ibusuki Makurazaki-lijn
- Kashii-lijn
- Karatsu-lijn
- Kitto-lijn
- Misumi-lijn
- Miyazaki Kūkō-lijn
- Nichinan-lijn
- Ōmura-lijn
- Sasaguri-lijn
- Sasebo-lijn